# Specchio della memoria
Specchio della memoria (Unforgettable) è un film del 1996 diretto da John Dahl.

## Trama
Il dottor David Krane, dopo essere stato scagionato dall'accusa di aver ucciso la moglie, coinvolge nella ricerca della verità una collega che da qualche tempo compie esperimenti sui transfer di memoria mediante prelievo del midollo spinale da iniettare insieme a un liquido da lei sintetizzato. In questo modo, Krane spera di riuscire a far rivivere nella propria memoria i ricordi della moglie relativi alla sera dell'omicidio.

## Distribuzione
Il film è stato presentato al Festival internazionale del cinema di Berlino il 16 febbraio 1996, mentre nelle sale statunitensi è uscito il 23 febbraio dello stesso anno. In Italia è stato presentato al Courmayeur Noir in festival nel dicembre del 1996.